# Paco Cerdà Arroyo
Francisco Cerdà Arroyo (El Genovés, Costera, País Valencià, 1985), més conegut com a Paco Cerdà, és un periodista, editor i escriptor valencià.

## Biografia
Paco Cerdà va estudiar periodisme a la Universitat de València, rebent al final de la seua formació universitària el Premi Extraordinari de Periodisme. Seguidament, va cursar el Màster d'Estudis d'Àsia Oriental de la Universitat Oberta de Catalunya.
L'any 2007 es va incorporar com a redactor al diari Levante-El Mercantil Valenciano, mitjà en el qual es va ocupar de la secció del País Valencià, arribant a cobrir per al periòdic els Jocs Olímpics de Pequín 2008. En aquest període, nombrosos articles de Cerdà destaquen per reflectir la realitat dels sectors socials més desfavorits, motiu pel qual l'ONCE li va concedir un dels Premis Solidaris al 2015 per «transmetre constantment a la societat la necessitat de no oblidar els drets que han de ser respectats dels col·lectius en risc d'exclusió i utilitzar la paraula com a arma per a lluitar contra les desigualtats». El 14 de setembre de 2021 va publicar el seu primer article d'opinió al diari El País, titulat Hojas Secas, en el qual tracta el drama de l'exili republicà espanyol durant la Guerra Civil, període històric que l'autor ha abordat en diverses ocasions en publicacions posterios com 14 d'abril (Ed. Libros del Asteroide, 2022) i Presents (Ed. Alfaguara, 2024).
Més enllà de la seva faceta periodística, Paco Cerdà és conegut per la seva obra literària, bé com a autor de diversos llibres o com a editor en La Caja Books, editorial fundada pel mateix Cerdà en 2018 especialitzada en literatura de no ficció. Com a escriptor, va publicar les seues primeres obres en valencià al costat de Purificació García Mascarell: La revolució va de bo! La modernització de la pilota valenciana (2009) i El cant socarrat. Els albaes de Xátiva (2012), totes dues dedicades a la cultura tradicional valenciana.

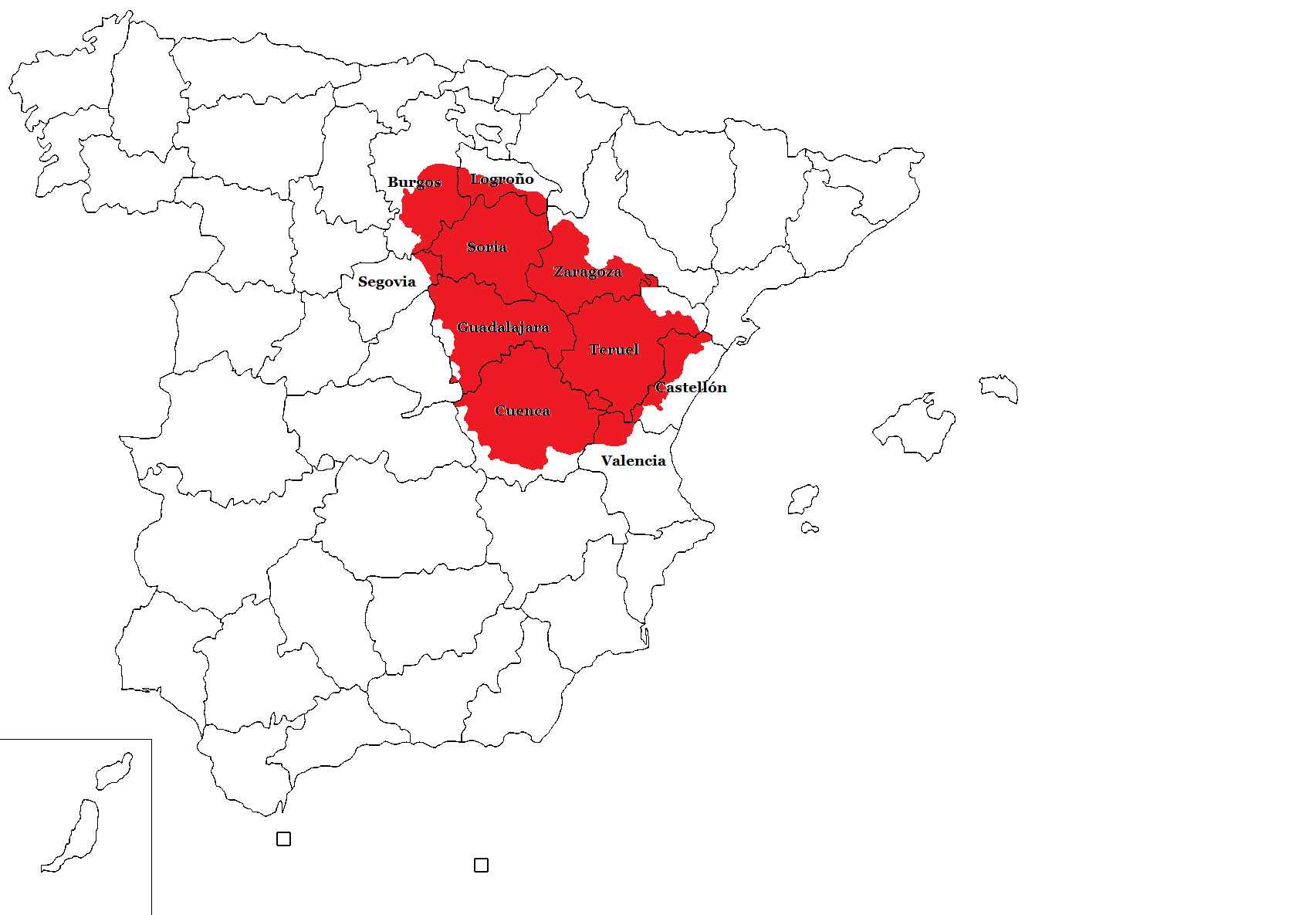
Lapònia Espanyola, àmbit geogràfic que Cerdà recorre i descriu en Los últimos. Voces de la Laponia Española (Ed. Pepitas, 2017).

En 2017 va publicar Los últimos. Voces de la Laponia española, llibre en el qual va analitzar el fenomen de la despoblació en la Regió muntanyenca Celtibèrica, àmbit geogràfic que s'estén per deu províncies espanyoles (1.355 pobles) caracteritzades per la baixa densitat de població. Per a documentar-se, Cerdà va recórrer la zona per a fer un treball de camp on va recollir anotacions, entrevistes i vivències per tal de relatar –a manera de crònica i en primera persona– el quefer dels seus habitants, protagonistes directes de la despoblació, als qui dóna veu enfront del silenci i a l'oblit que habitualment pateixen. Aquesta crònica sobre la despoblació a l'interior peninsular ha estat traduïda al francès. Aquesta mateixa temàtica, però, va ser abordada, entre altres autors, per Julio Llamazares en La lluvia amarilla (1988), Sergio del Molino a La España Vacía (2016), Santiago Lorenzo en la novel·la Los asquerosos (2018) o Sergi Durbà en El cant de les granotes (2022).
Cerdà va reprendre els temes valencians amb la publicació del còmic Un romanç amb Botifarra (2018), escrit en valencià i il·lustrat per Paco Roca, que conta la vida de Pep Gimeno «Botifarra», popular músic i cantaor de Xàtiva (Costera).
L'any 2020 va publicar El peó, llibre que narra la vida d'Artur Pomar Salamanca, nen prodigi mallorquí dels escacs que amb set campionats d'Espanya i altres títols internacionals es va coronar durant la postguerra com un dels millors jugadors d'escacs del país; triomfs, èxit i prestigi que van ser utilitzats interessadament pel franquisme per a enaltir el propi règim.

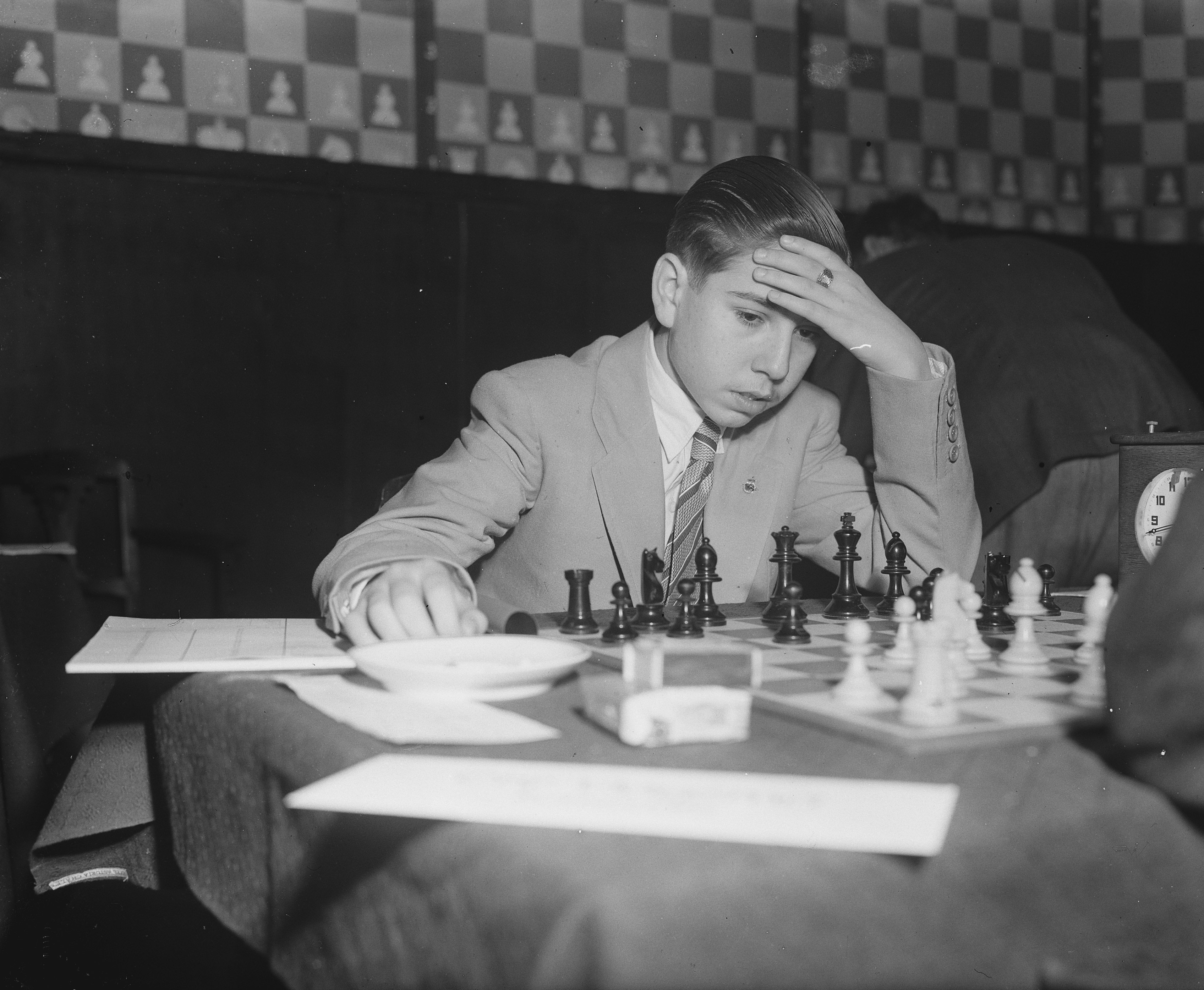
El jugador d'escacs Artur Pomar, protagonista dEl peó (Ed. Pepitas, 2020).

En aquest context, l'obra de Paco Cerdà se centra en la partida que Artur Pomar va disputar enfront de l'estatunidenc Bobby Fischer en el Torneig Interzonal celebrat a Estocolm l'any 1962. A partir d'aquí, Cerdà detalla la vida de Pomar i, paral·lelament, la d'altres personatges que en el seu moment i en diferents àmbits també van ser utilitzats com a peons. L'èxit de Gambit de dama, minisèrie llançada a l'octubre de 2020 sobre la vida de la també nena prodigi dels escacs Beth Harmon, va despertar l'interès general per aquest esport. Una «jugada del destí» com va assenyalar el mateix Cerdà, que alhora va catapultar la seua obra a un èxit editorial. Així, el llibre va rebre el Premi Cálamo al Millor llibre de l'any, 2020. A més, va ser referenciat al New York Times, després que s'anunciara que El Peó es publicaria pròximament als Estats Units. Fins i tot els drets van ser adquirits per una productora per a portar la història a la gran pantalla.
Paral·lelament al seu treball com a periodista, editor i escriptor, el 9 d'agost de 2019 Paco Cerdà va ser nomenat per Ximo Puig –President de la Generalitat Valenciana– assessor de presidència per a assumptes culturals i «matèries relacionades amb la despoblació que sofreixen les comarques de l'interior de la Comunitat Valenciana».

## Obres
Autor
- Cerdà, P. i García Mascarell, P. (2009). La revolució va de bo! La modernització de la pilota valenciana. Ed.Publicacions de la Universitat de València. ISBN 978-8437076188
- Cerdà, P. i García Mascarell, P. (2012). El cant socarrat. Els albaes de Xátiva. Ed. Caixa Ontinyent. ISBN 9788495102737
- Cerdà, P.(2017). Los últimos. Voces de la Laponia española. Ed. Pepitas de calabaza. ISBN 978-84-15862-76-5
- Cerdà, P.(2018). Un romanç amb Botifarra. Ed. Reclam. Il·lustracions de Paco Roca.
- Cerdà, P. (2020). El peó. Ed. Pepitas de calabaza. ISBN 978-84-17386-50-4
- Cerdà, P. (2022). 14 d'abril. Ed. Libros del Asteroide. ISBN 978-84-19089-23-6
- Cerdà, P. (2024). Presentes. Ed. Alfaguara. ISBN 9788420479101

Prologuista
- (2018). Nadia, Claudia, Raphaëlle. Ed. La Caja Books. (Autors: Carles Fernández Giua i Eugenio Szwarcer).
- (2019). La Ilíada en maillot. Ed. La Caja Books. (Autor: Carlos Arribas).

Traductor
– (2021). El meu nom no és Irina. Ed. Andana. (Autor: Xavier Aliaga).

### Obres en valencià
- Cerdà, P. i García Mascarell, P. (2009). La revolució va de bo! La modernització de la pilota valenciana. Ed.Publicacions de la Universitat de València. ISBN 978-8437076188
- Cerdà, P. i García Mascarell, P. (2012). El cant socarrat. Els albaes de Xátiva. Ed. Caixa Ontinyent. ISBN 9788495102737
- Cerdà, P.(2018). Un romanç amb Botifarra. Ed. Reclam. Il·lustracions de Paco Roca.
- Cerdà, P. (2023). El peó. Ed. Ara Llibres. ISBN 978-84-1173-004-4. Traducció de Imma Falcó.

## Premis[17]
- Premi Solidaris, concedit per l'ONCE de la Comunitat Valenciana (2015).
- Premi Cálamo al millor llibre de l'any, per El peón (2020).
- II Premi de No Ficció Libros del Asteroide (2022).
- Premi de la Crítica Valenciana (2022).
- Premi de les Llibreries de Navarra (2022).